# Kamieniec (Petite-Pologne)
Pour les articles homonymes, voir Kamieniec.
Kamieniec est une localité polonaise de la gmina de Biecz, située dans le powiat de Gorlice en voïvodie de Petite-Pologne.